# Carl Günther (Schauspieler, 1885)
Carl Günther, auch Karl Günther (* 15. November 1885 in Wien; † 27. Juni 1951 ebenda) war ein österreichischer Schauspieler.

## Leben
Carl Günther spielte nach seiner Schauspielausbildung an verschiedenen Theatern in Berlin, Hamburg, München und Dresden. Später wurde er in Wien am Volkstheater engagiert, ab 1945 gehörte zum Ensemble des Theaters in der Josefstadt.
Beim Film war er ab 1920 zu sehen, doch erst durch seine Mitwirkung in Burgtheater als Partner von Olga Tschechowa wurde er einem größeren Publikum bekannt. Von da ab spielte er jährlich in mehreren Filmen als Darsteller eleganter, besserer Herren wie Offiziere, Adlige und Personen in leitender Funktion, meist jedoch mit unsympathischem Charakter. Günther stand 1944 in der Gottbegnadeten-Liste des Reichsministeriums für Volksaufklärung und Propaganda.
Carl Günther, zuletzt auf der Bühne der Wiener Kammerspiele, wurde am 27. Juni 1951 in seiner ehelichen Wohnung im Haus Rauchfangkehrergasse 14, Wien-Rudolfsheim-Fünfhaus, (wahrscheinlich infolge eines Herzinfarkts) leblos aufgefunden. – Der Schauspieler wurde am 3. Juli 1951 auf dem Ober Sankt Veiter Friedhof, Wien-Hietzing, zur letzten Ruhe bestattet.

## Filmografie
- 1920: Der Staatsanwalt
- 1921: Das Geheimnis der Santa Margherita
- 1921: Die Abenteurerin von Monte Carlo
- 1922: Ihr Kammerdiener
- 1922: Der Ruf des Schicksals
- 1924: Moderne Laster
- 1926: Die Königin vom Moulin Rouge
- 1931: Das gelbe Haus des King-Fu
- 1934: Aufforderung zum Tanz
- 1934: Besuch am Abend
- 1935: Lady Windermeres Fächer
- 1935: Wer wagt – gewinnt
- 1935: Ein Walzer um den Stephansturm (Sylvia und ihr Chauffeur)
- 1936: Burgtheater
- 1937: Premiere
- 1937: Alarm in Peking
- 1937: Andere Welt
- 1937: Die Umwege des schönen Karl
- 1937: Zauber der Bohème
- 1938: Dreizehn Stühle
- 1938: Dreiklang
- 1938: Gauner im Frack
- 1938: Geheimzeichen LB 17
- 1938: Liebelei und Liebe
- 1938/50: Preußische Liebesgeschichte
- 1939: Das Lied der Wüste
- 1939: Hotel Sacher
- 1939: Maria Ilona
- 1939: Waldrausch
- 1939/41: Frauen sind doch bessere Diplomaten
- 1940: Ritorno
- 1940: Stern von Rio
- 1940: Traummusik
- 1940/42: Der große König
- 1941: Die Kellnerin Anna
- 1941: Der Weg ins Freie
- 1941: Wetterleuchten um Barbara
- 1941: Der Fall Rainer
- 1941: Vom Schicksal verweht
- 1942: Andreas Schlüter
- 1942: Der Ochsenkrieg
- 1943: Die große Nummer
- 1943: Ein Mann mit Grundsätzen?
- 1943: Romanze in Moll
- 1943: Der zweite Schuß
- 1943: Herr Sanders lebt gefährlich
- 1944: Die Affäre Roedern
- 1944: Hundstage
- 1944: Nora
- 1944: Spiel
- 1944/48: Ein Mann gehört ins Haus
- 1944/49: Münchnerinnen
- 1944/50: Schuß um Mitternacht
- 1945: Der Puppenspieler (unvollendet)
- 1945: Rätsel der Nacht (unvollendet)
- 1948: Das andere Leben
- 1948: Der Engel mit der Posaune
- 1948: Der Herr Kanzleirat
- 1948: Der himmlische Walzer
- 1948: Königin der Landstraße
- 1948: Ein Mann gehört ins Haus (Überläufer)
- 1949: Weißes Gold / Angela
- 1949: Eroica
- 1949: Höllische Liebe
- 1949: Zweimal verliebt (Liebe Freundin)
- 1949: Liebling der Welt
- 1949: Das Siegel Gottes
- 1950: Cordula
- 1950: Großstadtnacht
- 1950: Prämien auf den Tod
- 1951: Der fidele Bauer
- 1951: Der Teufel führt Regie
- 1951: Verklungenes Wien